# Crassula sinclairii
Crassula sinclairii ist eine Pflanzenart der Gattung Dickblatt (Crassula) in der Familie der Dickblattgewächse (Crassulaceae). 

## Beschreibung
Crassula sinclairii ist eine kleine, zarte krautige Pflanze, die bis zu 3 Zentimeter lang wird und dichte Polster bildet. Die Internodien an den Trieben befinden sich weniger als 5 Millimeter voneinander entfernt. Ihre dünne, linealisch-pfriemlichen bis linealisch-länglichen Laubblätter sind 1 bis 2 Millimeter lang. Ihre Spitze ist fast  zugespitzt bis  zugespitzt.
Die vierzähligen Blüten weisen einen Durchmesser von etwa 1,5 Millimeter auf. Sie sind kurz gestielt. Der Kelch ist tief gelappt. Die eiförmig-länglichen Kronblätter sind stumpf. Ihre weißen, länglichen, stumpfen  Kelchblätter sind doppelt so lang wie die Kronblätter. Der sehr kurze Griffel ist leicht zurückgebogen. Je Fruchtblatt werden vier (selten drei bis acht) Samen ausgebildet.

## Systematik und Verbreitung
Crassula sinclairii ist in Neuseeland an feuchten Stellen in der Hügelzone verbreitet.
Die Erstbeschreibung als Tillaea sinclairii durch Joseph Dalton Hooker wurde 1864 veröffentlicht. Anthony Peter Druce und David Roger Given stellten die Art 1984 in die Gattung Crassula. Ein Synonym ist Tillaea novae-zelandiae Petrie (1893).

## Nachweise